# Eparchie tichvinská
Eparchie Tichvin je eparchie ruské pravoslavné církve nacházející se v Rusku.

## Území a titul biskupa
Zahrnuje správní hranice území Boksitogorského, Volchovského, Kirišského, Kirovského, Lodějnopolského, Podporožského a Tichvinského rajónu Leningradské oblasti.
Eparchiálnímu biskupovi náleží titul biskup tichvinský a lodějnopolský.

## Historie
Roku 1907 byl zřízen tichvinský vikariát novgorodské eparchie. Do roku 1921 byl rezidencí tichvinských biskupů Chutynský monastýr. Zanikl ve 20. letech ale o 40 let později byl obnoven jako vikariát leningradské eparchie.
Dne 12. března 2013 byla rozhodnutím Svatého synodu zřízena samostatná tichvinská eparchie a to oddělením od petrohradské eparchie. Stala se součástí nově vzniklé petrohradské metropole.

## Seznam biskupů

### Tichvinský vikariát novgorodské eparchie
- 1907–1908 Feodosij (Feodosijiv)
- 1908–1913 Andronik (Nikolskij) svatořečený mučedník
- 1913–1921 Alexij (Simanskij)
- 1923–1926 Antonij (Děmjanskij)

### Tichvinský vikariát leningradské (petrohradské) eparchie
- 1965–1966 Filaret (Vachromejev)
- 1966–1968 Michail (Muďjugin)
- 1968–1970 German (Timofejev)
- 1970–1986 Meliton (Solovjov)
- 1987–1989 Prokl (Chazov)
- 1993–1995 Simon (Geťa)
- 1996–2008 Konstantin (Gorjanov)

### Eparchie tichvinská
- od 2013 Mstislav (Djačina)